# Nathalie Roussel
Nathalie Roussel (* 14. September 1956) ist eine französische Theater- und Filmschauspielerin.

## Leben
Nathalie Roussel wuchs in Perpignan auf und wurde 1972 bei einer Miss-Wahl des Magazins Mademoiselle Âge tendre entdeckt. Sie wurde 1974 für eine kleine Filmrolle angefragt und ist seit dieser Zeit als Filmschauspielerin tätig. Seit den 1980er Jahren spielt sie auch Theater. 1990 spielte sie die Mutter Augustine in Der Ruhm meines Vaters und der Fortsetzung Das Schloß meiner Mutter. 2007 spielte sie Louise Scarangelo im Horrorfilm Inside. Bislang wirkte sie an über 60 Film- und Fernsehproduktionen mit.

## Filmografie (Auswahl)
- 1974: Les violons du bal
- 1978: Mazarin (Miniserie, 4 Folgen)
- 1980: La pharisienne
- 1990: Der Ruhm meines Vaters (La Gloire de mon père)
- 1990: Das Schloß meiner Mutter (Le Château de ma mère)
- 1991: Simple Mortel
- 1991: Mayrig – Heimat in der Fremde (Mayrig)
- 1992: 588 rue Paradis
- 1993: Die Affäre Seznec (L’ affaire Seznec)
- 1994: Les yeux d’Hélène (Fernsehserie, 9 Folgen)
- 1998–2000: Dossier: disparus (Fernsehserie, 12 Folgen)
- 2001, 2008: Julie Lescaut (Fernsehserie, 2 Folgen)
- 2003: Une femme d’honneur (Fernsehserie, 1 Folge)
- 2006: Kommissar Moulin (Commisaire Moulin, Fernsehserie, 1 Folge)
- 2007: Inside
- 2010, 2012: Nicolas Le Floch (Fernsehserie, 2 Folgen)
- 2012–2014: Dein Wille geschehe (Ainsi soient-ils, Fernsehserie, 7 Folgen)
- 2013: Candice Renoir (Fernsehserie, 1 Folge)
- 2013–2015: Hero Corp (Comedyserie, 37 Folgen)
- 2016: Gemeinsam wohnt man besser (Adopte un veuf)